# Élections départementales de 2021 dans le Jura
Les élections départementales dans le Jura ont lieu les 20 et 27 juin 2021.

## Contexte départemental

### Assemblée départementale sortante
Avant les élections, le Conseil départemental du Jura est présidé par Clément Pernot (LR). 
Il comprend 34 conseillers départementaux issus des 17 cantons du Jura. 
|                                      |       |       |      |                         |
| Président du conseil départemental   |       |       |      |                         |
| Clément Pernot (LR)                  |       |       |      |                         |
| Parti                                | Sigle | Sigle | Élus | Groupes                 |
| Majorité (27 sièges)                 |       |       |      |                         |
| Divers droite                        |       | DVD   | 15   | Majorité départementale |
| Les Républicains                     |       | LR    | 10   | Majorité départementale |
| Union des démocrates et indépendants |       | UDI   | 1    | Majorité départementale |
| Mouvement radical                    |       | MR    | 1    | Majorité départementale |
| Minorité (5 sièges)                  |       |       |      |                         |
| La République en marche              |       | LREM  | 4    | Majorité présidentielle |
| Agir                                 |       | Agir  | 1    | Majorité présidentielle |
| Opposition (2 sièges)                |       |       |      |                         |
| Divers gauche                        |       | DVG   | 2    | Union de la gauche      |

### Organisation des candidatures

#### La France insoumise
Le parti de Jean-Luc Mélenchon se présente dans six cantons du département. Il s'associe parfois au PCF ou à Nouvelle Donne. 

#### Union de la gauche
Des discussions réunissant le Parti socialiste, le Parti communiste français, La France insoumise, Europe Écologie Les Verts, Nouvelle Donne et Génération.s ont eu lieu, sans accord signé finalement. Contrairement au scrutin de 2015, il y a beaucoup de candidatures uniques de gauche sur certains cantons.

#### Majorité présidentielle
La République en marche et Agir, qui ont des conseillers départementaux sortants organisent un rapprochement avec la droite, majoritaire au conseil départemental. Danielle Brulebois, conseillère départementale et députée, est cheffe de file de la majorité présidentielle.  

#### Union de la droite et du centre
Les Républicains, emmenés par le président du conseil départemental divers droite Clément Pernot, feront alliance avec l'Union des démocrates et indépendants.

#### Rassemblement national
Le parti de Marine Le Pen n'est probablement pas en mesure de présenter des candidats dans tous les cantons, malgré un potentiel électoral fort. Sur les dix-sept cantons du Département, il n'y a que 9 binômes du RN.

## Système électoral
Les élections ont lieu au scrutin majoritaire binominal à deux tours. Le système est paritaire : les candidatures sont présentées sous la forme d'un binôme composé d'une femme et d'un homme avec leurs suppléants (une femme et un homme également).
Pour être élu au premier tour, un binôme doit obtenir la majorité absolue des suffrages exprimés et un nombre de suffrages au moins égal à 25 % des électeurs inscrits. Si aucun binôme n'est élu au premier tour, seuls peuvent se présenter au second tour les binômes qui ont obtenu un nombre de suffrages au moins égal à 12,5 % des électeurs inscrits, sans possibilité pour les binômes de fusionner. Est élu au second tour le binôme qui obtient le plus grand nombre de voix.

## Résultats à l'échelle du département

### Résultats par nuances du ministère de l'Intérieur
Les nuances utilisées par le ministère de l'Intérieur ne tiennent pas compte des alliances locales.
| Binômes                  | Binômes                  | Binômes                  | Premier tour | Premier tour | Premier tour | Second tour | Second tour | Second tour | Total | +/-           |  |
| Binômes                  | Binômes                  | Binômes                  | Voix         | %            | Sièges       | Voix        | %           | Sièges      | Total | +/-           |  |
| ------------------------ | ------------------------ | ------------------------ | ------------ | ------------ | ------------ | ----------- | ----------- | ----------- | ----- | ------------- |  |
|                          | Divers droite            | DVD                      | 15 237       | 24,80        | 2            | 13 008      | 21,75       | 10          | 12    | 8             |  |
|                          | Union à droite           | UD                       | 12 163       | 19,80        | 0            | 14 495      | 24,23       | 12          | 12    | 8             |  |
|                          | Divers gauche            | DVG                      | 10 481       | 17,06        | 0            | 12 744      | 21,31       | 2           | 2     | en stagnation |  |
|                          | Rassemblement national   | RN                       | 7 905        | 12,87        | 0            | 2 578       | 4,31        | 0           | 0     | en stagnation |  |
|                          | La République en marche  | REM                      | 4 055        | 6,60         | 0            | 5 040       | 8,43        | 4           | 4     | Nv.           |  |
|                          | Union à gauche           | UG                       | 3 243        | 5,28         | 0            | 3 588       | 6,00        | 0           | 0     | 2             |  |
|                          | Les Républicains         | LR                       | 3 093        | 5,03         | 0            | 4 341       | 7,26        | 4           | 4     | 2             |  |
|                          | Écologistes              | ECO                      | 2 943        | 4,79         | 0            | 3 048       | 5,10        | 0           | 0     | en stagnation |  |
|                          | La France insoumise      | FI                       | 1 645        | 2,68         | 0            | 972         | 1,63        | 0           | 0     | en stagnation |  |
|                          | Union du centre          | UC                       | 505          | 0,82         | 0            |             |             |             | 0     | en stagnation |  |
|                          | Divers                   | DIV                      | 167          | 0,27         | 0            | 0           |             |             |       |               |  |
|                          |                          |                          |              |              |              |             |             |             |       |               |  |
| Suffrages exprimés       | Suffrages exprimés       | Suffrages exprimés       | 61 437       | 92,10        |              | 59 814      | 91,35       |             |       |               |  |
| Votes blancs             | Votes blancs             | Votes blancs             | 3 636        | 5,45         | 3 756        | 5,74        |             |             |       |               |  |
| Votes nuls               | Votes nuls               | Votes nuls               | 1 635        | 2,45         | 1 910        | 2,92        |             |             |       |               |  |
| Total                    | Total                    | Total                    | 66 708       | 100          | 2            | 65 480      | 100         | 32          | 34    | en stagnation |  |
| Abstentions              | Abstentions              | Abstentions              | 120 424      | 64,35        |              | 109 284     | 62,53       |             |       |               |  |
| Inscrits / participation | Inscrits / participation | Inscrits / participation | 187 132      | 35,65        | 174 764      | 37,47       |             |             |       |               |  |

### Assemblée départementale élue
|                                    |       |       |      |                                                        |
| Président du conseil départemental |       |       |      |                                                        |
| Clément Pernot (LR)                |       |       |      |                                                        |
| Parti                              | Sigle | Sigle | Élus | Groupes                                                |
| Majorité (28 sièges)               |       |       |      |                                                        |
| Divers droite                      |       | DVD   | 17   | Union de la droite, des démocrates et des indépendants |
| Les Républicains                   |       | LR    | 11   | Union de la droite, des démocrates et des indépendants |
| Opposition (6 sièges)              |       |       |      |                                                        |
| La République en marche            |       | LREM  | 4    | La République en marche                                |
| Parti socialiste                   |       | PS    | 1    | Union de la gauche                                     |
| Divers gauche                      |       | DVG   | 1    | Union de la gauche                                     |

### Élus par canton
| Canton                                                     | Conseiller Sortant        | Parti | Parti | Conseiller élu            | Parti | Parti |
| ---------------------------------------------------------- | ------------------------- | ----- | ----- | ------------------------- | ----- | ----- |
| Arbois                                                     | Marie-Christine Chauvin   |       | LR    | Marie-Christine Chauvin   |       | LR    |
| Arbois                                                     | René Molin                |       | DVD   | René Molin                |       | DVD   |
| Authume                                                    | Franck David              |       | DVD   | Franck David              |       | DVD   |
| Authume                                                    | Séverine Calinon          |       | DVD   | Sandrine Marion           |       | DVD   |
| Bletterans                                                 | Philippe Antoine          |       | LREM  | Philippe Antoine          |       | LREM  |
| Bletterans                                                 | Danielle Brulebois        |       | LREM  | Danielle Brulebois        |       | LREM  |
| Champagnole                                                | Clément Pernot            |       | LR    | Clément Pernot            |       | LR    |
| Champagnole                                                | Sylvie Vermeillet         |       | MR    | Éloïse Schneider          |       | LR    |
| Coteaux du Lizon                                           | Nelly Durandot            |       | LREM  | Nelly Durandot            |       | LREM  |
| Coteaux du Lizon                                           | Jean-Daniel Maire         |       | LREM  | Jean-Daniel Maire         |       | LREM  |
| Dole-1                                                     | Jean-Baptiste Gagnoux     |       | DVD   | Jean-Baptiste Gagnoux     |       | DVD   |
| Dole-1                                                     | Christine Riotte          |       | LR    | Christine Riotte          |       | LR    |
| Dole-2                                                     | Françoise Barthoulot      |       | DVG   | Florence Maupoil          |       | DVD   |
| Dole-2                                                     | Philippe Genestier        |       | DVG   | Stéphane Champahnet       |       | LR    |
| Hauts de Bienne                                            | Maryvonne Cretin-Maitenaz |       | DVD   | Maryvonne Cretin-Maitenaz |       | DVD   |
| Hauts de Bienne                                            | Régis Malinverno          |       | UDI   | Sébastien Benôit-Guyot    |       | DVD   |
| Lons-le-Saunier-1                                          | Christophe Bois           |       | Agir  | Thomas Barthelet          |       | PS    |
| Lons-le-Saunier-1                                          | Céline Trossat            |       | DVD   | Christelle Plathey        |       | DVG   |
| Lons-le-Saunier-2                                          | Annie Audier              |       | DVD   | Yoanna Wancauwenbergue    |       | DVD   |
| Lons-le-Saunier-2                                          | Cyrille Bréro             |       | DVD   | Cyrille Bréro             |       | DVD   |
| Moirans-en-Montagne                                        | Marie-Christine Dalloz    |       | LR    | Marie-Christine Dalloz    |       | LR    |
| Moirans-en-Montagne                                        | Jean-Charles Grosdidier   |       | DVD   | Philippe Prost            |       | DVD   |
| Mont-sous-Vaudrey                                          | Natacha Bourgeois         |       | LR    | Sandra Hählen             |       | LR    |
| Mont-sous-Vaudrey                                          | Gérôme Fassenet           |       | LR    | Gérôme Fassenet           |       | LR    |
| Poligny                                                    | Dominique Chalumeaux      |       | LR    | Dominique Chalumeaux      |       | LR    |
| Poligny                                                    | Christelle Morbois        |       | LR    | Christelle Morbois        |       | LR    |
| Saint-Amour                                                | Jean Franchi              |       | DVD   | Christian Buchot          |       | LR    |
| Saint-Amour                                                | Hélène Pélissard          |       | LR    | Marie-Laure Perrin        |       | DVD   |
| Saint-Claude                                               | Jean-Louis Millet         |       | DVD   | Jean-Louis Millet         |       | DVD   |
| Saint-Claude                                               | Christine Sophoclis       |       | DVD   | Catherine Chambard        |       | DVD   |
| Saint-Laurent-en-Grandvaux                                 | Gilbert Blondeau          |       | DVD   | Gilbert Blondeau          |       | DVD   |
| Saint-Laurent-en-Grandvaux                                 | Françoise Vespa           |       | DVD   | Françoise Vespa           |       | DVD   |
| Tavaux                                                     | Jean-Michel Daubigney     |       | DVD   | Jean-Michel Daubigney     |       | DVD   |
| Tavaux                                                     | Chantal Torck             |       | LR    | Florence Gay              |       | DVD   |
| * Conseiller départemental ne se représentant pas en 2021. |                           |       |       |                           |       |       |

## Résultats par canton
Les binômes sont présentés par ordre décroissant des résultats au premier tour. En cas de victoire au second tour du binôme arrivé en deuxième place au premier, ses résultats sont indiqués en gras. 

### Canton d'Arbois
| Candidats                | Candidats                | Partis                   | Nuance                   | Premier tour | Premier tour | Second tour | Second tour |
| Candidats                | Candidats                | Partis                   | Nuance                   | Voix         | %            | Voix        | %           |
| ------------------------ | ------------------------ | ------------------------ | ------------------------ | ------------ | ------------ | ----------- | ----------- |
|                          | Marie-Christine Chauvin  | LR                       | UD                       | 1 968        | 57,11        | 2 007       | 53,24       |
|                          | René Molin               | DVD                      | UD                       | 1 968        | 57,11        | 2 007       | 53,24       |
|                          | Jean-Baptiste Baud       | DVC                      | DVC                      | 1 478        | 42,89        | 1 763       | 46,76       |
|                          | Carole Hostin-Bonnot     | DVC                      | DVC                      | 1 478        | 42,89        | 1 763       | 46,76       |
|                          |                          |                          |                          |              |              |             |             |
| Suffrages exprimés       | Suffrages exprimés       | Suffrages exprimés       | Suffrages exprimés       | 3 446        | 92,02        | 3 770       | 94,20       |
| Votes blancs             | Votes blancs             | Votes blancs             | Votes blancs             | 206          | 5,50         | 145         | 3,62        |
| Votes nuls               | Votes nuls               | Votes nuls               | Votes nuls               | 93           | 2,48         | 87          | 2,17        |
| Total                    | Total                    | Total                    | Total                    | 3 745        | 100          | 4 002       | 100         |
| Abstention               | Abstention               | Abstention               | Abstention               | 5 118        | 57,75        | 4 863       | 54,86       |
| Inscrits / participation | Inscrits / participation | Inscrits / participation | Inscrits / participation | 8 863        | 42,25        | 8 865       | 45,14       |

### Canton d'Authume
| Candidats                | Candidats                | Partis                   | Nuance                   | Premier tour | Premier tour | Second tour | Second tour |
| Candidats                | Candidats                | Partis                   | Nuance                   | Voix         | %            | Voix        | %           |
| ------------------------ | ------------------------ | ------------------------ | ------------------------ | ------------ | ------------ | ----------- | ----------- |
|                          | Séverine Calinon         | DVD                      | DVD                      | 1 822        | 46,84        | 2 420       | 63,87       |
|                          | Franck David             | DVD                      | DVD                      | 1 822        | 46,84        | 2 420       | 63,87       |
|                          | Marjorie Moulet          | DVG                      | ECO                      | 1 103        | 28,35        | 1 369       | 36,13       |
|                          | Hervé Prat               | EÉLV                     | ECO                      | 1 103        | 28,35        | 1 369       | 36,13       |
|                          | Alexandre Koreiba        | RN                       | RN                       | 965          | 24,81        |             |             |
|                          | Catherine Luc            | RN                       | RN                       | 965          | 24,81        |             |             |
|                          |                          |                          |                          |              |              |             |             |
| Suffrages exprimés       | Suffrages exprimés       | Suffrages exprimés       | Suffrages exprimés       | 3 890        | 94,83        | 3 789       | 89,72       |
| Votes blancs             | Votes blancs             | Votes blancs             | Votes blancs             | 145          | 3,53         | 303         | 7,17        |
| Votes nuls               | Votes nuls               | Votes nuls               | Votes nuls               | 67           | 1,63         | 131         | 3,10        |
| Total                    | Total                    | Total                    | Total                    | 4 102        | 100          | 4 223       | 100         |
| Abstention               | Abstention               | Abstention               | Abstention               | 5 792        | 58,54        | 5 673       | 57,33       |
| Inscrits / participation | Inscrits / participation | Inscrits / participation | Inscrits / participation | 9 894        | 41,46        | 9 896       | 42,67       |

### Canton de Bletterans
| Candidats                | Candidats                | Partis                   | Nuance                   | Premier tour | Premier tour | Second tour | Second tour |
| Candidats                | Candidats                | Partis                   | Nuance                   | Voix         | %            | Voix        | %           |
| ------------------------ | ------------------------ | ------------------------ | ------------------------ | ------------ | ------------ | ----------- | ----------- |
|                          | Philippe Antoine         | LREM                     | REM                      | 2 848        | 61,17        | 3 390       | 74,00       |
|                          | Danielle Brulebois       | LREM                     | REM                      | 2 848        | 61,17        | 3 390       | 74,00       |
|                          | Josiane Hoellard         | RN                       | RN                       | 1 104        | 23,71        | 1 191       | 26,00       |
|                          | Michel Seuret            | RN                       | RN                       | 1 104        | 23,71        | 1 191       | 26,00       |
|                          | Anthony Brondel          | LFI                      | FI                       | 704          | 15,12        |             |             |
|                          | Rachel Outhier           | LFI                      | FI                       | 704          | 15,12        |             |             |
|                          |                          |                          |                          |              |              |             |             |
| Suffrages exprimés       | Suffrages exprimés       | Suffrages exprimés       | Suffrages exprimés       | 4 656        | 92,69        | 4 581       | 90,93       |
| Votes blancs             | Votes blancs             | Votes blancs             | Votes blancs             | 233          | 4,64         | 329         | 6,53        |
| Votes nuls               | Votes nuls               | Votes nuls               | Votes nuls               | 134          | 2,67         | 128         | 2,54        |
| Total                    | Total                    | Total                    | Total                    | 5 023        | 100          | 5 038       | 100         |
| Abstention               | Abstention               | Abstention               | Abstention               | 8 470        | 62,77        | 8 458       | 62,67       |
| Inscrits / participation | Inscrits / participation | Inscrits / participation | Inscrits / participation | 13 493       | 37,23        | 13 496      | 37,33       |

### Canton de Champagnole
| Candidats                | Candidats                | Partis                   | Nuance                   | Premier tour | Premier tour |
| Candidats                | Candidats                | Partis                   | Nuance                   | Voix         | %            |
| ------------------------ | ------------------------ | ------------------------ | ------------------------ | ------------ | ------------ |
|                          | Clément Pernot           | LR                       | DVD                      | 3 681        | 100          |
|                          | Éloïse Schneider         | LR                       | DVD                      | 3 681        | 100          |
|                          |                          |                          |                          |              |              |
| Suffrages exprimés       | Suffrages exprimés       | Suffrages exprimés       | Suffrages exprimés       | 3 681        | 80,34        |
| Votes blancs             | Votes blancs             | Votes blancs             | Votes blancs             | 652          | 14,23        |
| Votes nuls               | Votes nuls               | Votes nuls               | Votes nuls               | 249          | 5,43         |
| Total                    | Total                    | Total                    | Total                    | 4 582        | 100          |
| Abstention               | Abstention               | Abstention               | Abstention               | 7 770        | 62,90        |
| Inscrits / participation | Inscrits / participation | Inscrits / participation | Inscrits / participation | 12 352       | 37,10        |

### Canton des Coteaux du Lizon
| Candidats                | Candidats                | Partis                   | Nuance                   | Premier tour | Premier tour | Second tour | Second tour |
| Candidats                | Candidats                | Partis                   | Nuance                   | Voix         | %            | Voix        | %           |
| ------------------------ | ------------------------ | ------------------------ | ------------------------ | ------------ | ------------ | ----------- | ----------- |
|                          | Nelly Durandot           | LREM                     | REM                      | 1 207        | 47,63        | 1 650       | 62,93       |
|                          | Jean-Daniel Maire        | LREM                     | REM                      | 1 207        | 47,63        | 1 650       | 62,93       |
|                          | Simon Muccilli           | LFI                      | FI                       | 720          | 28,41        | 972         | 37,07       |
|                          | Elsa Nassiet             | DVG                      | FI                       | 720          | 28,41        | 972         | 37,07       |
|                          | Laurence Silvestre       | RN                       | RN                       | 607          | 23,95        |             |             |
|                          | Patrick Vouillon         | RN                       | RN                       | 607          | 23,95        |             |             |
|                          |                          |                          |                          |              |              |             |             |
| Suffrages exprimés       | Suffrages exprimés       | Suffrages exprimés       | Suffrages exprimés       | 2 534        | 91,75        | 2 622       | 85,60       |
| Votes blancs             | Votes blancs             | Votes blancs             | Votes blancs             | 167          | 6,05         | 292         | 9,53        |
| Votes nuls               | Votes nuls               | Votes nuls               | Votes nuls               | 61           | 2,21         | 149         | 4,86        |
| Total                    | Total                    | Total                    | Total                    | 2 762        | 100          | 3 063       | 100         |
| Abstention               | Abstention               | Abstention               | Abstention               | 6 100        | 68,83        | 5 800       | 65,44       |
| Inscrits / participation | Inscrits / participation | Inscrits / participation | Inscrits / participation | 8 862        | 31,17        | 8 863       | 34,56       |

### Canton de Dole-1
| Candidats                | Candidats                | Partis                   | Nuance                   | Premier tour | Premier tour | Second tour | Second tour |
| Candidats                | Candidats                | Partis                   | Nuance                   | Voix         | %            | Voix        | %           |
| ------------------------ | ------------------------ | ------------------------ | ------------------------ | ------------ | ------------ | ----------- | ----------- |
|                          | Jean-Baptiste Gagnoux    | DVD                      | UD                       | 2 325        | 50,27        | 3 088       | 64,78       |
|                          | Christine Riotte         | LR                       | UD                       | 2 325        | 50,27        | 3 088       | 64,78       |
|                          | Véronique Besançon       | EÉLV                     | ECO                      | 936          | 20,24        | 1 679       | 35,22       |
|                          | Nicolas Roques           | CE                       | ECO                      | 936          | 20,24        | 1 679       | 35,22       |
|                          | Emmanuel Barraux         | RN                       | RN                       | 871          | 18,83        |             |             |
|                          | Sylvie Long              | RN                       | RN                       | 871          | 18,83        |             |             |
|                          | Nathalie Châteaux        | LFI                      | UG                       | 493          | 10,66        |             |             |
|                          | Jean-Bernard Marcuzzi    | ND                       | UG                       | 493          | 10,66        |             |             |
|                          |                          |                          |                          |              |              |             |             |
| Suffrages exprimés       | Suffrages exprimés       | Suffrages exprimés       | Suffrages exprimés       | 4 625        | 96,19        | 4 767       | 92,46       |
| Votes blancs             | Votes blancs             | Votes blancs             | Votes blancs             | 86           | 1,79         | 221         | 4,29        |
| Votes nuls               | Votes nuls               | Votes nuls               | Votes nuls               | 97           | 2,02         | 168         | 3,26        |
| Total                    | Total                    | Total                    | Total                    | 4 808        | 100          | 5 156       | 100         |
| Abstention               | Abstention               | Abstention               | Abstention               | 8 607        | 64,16        | 8 268       | 61,59       |
| Inscrits / participation | Inscrits / participation | Inscrits / participation | Inscrits / participation | 13 415       | 35,84        | 13 424      | 38,41       |

### Canton de Dole-2
| Candidats                | Candidats                 | Partis                   | Nuance                   | Premier tour | Premier tour | Second tour | Second tour |
| Candidats                | Candidats                 | Partis                   | Nuance                   | Voix         | %            | Voix        | %           |
| ------------------------ | ------------------------- | ------------------------ | ------------------------ | ------------ | ------------ | ----------- | ----------- |
|                          | Françoise Barthoulot      | DVG                      | UG                       | 1 206        | 37,75        | 1 660       | 47,74       |
|                          | Philippe Genestier        | DVG                      | UG                       | 1 206        | 37,75        | 1 660       | 47,74       |
|                          | Stéphane Champanhet       | LR                       | LR                       | 1 193        | 37,34        | 1 817       | 52,26       |
|                          | Florence Maupoil          | DVD                      | LR                       | 1 193        | 37,34        | 1 817       | 52,26       |
|                          | Jean-Baptiste Batifoulier | RN                       | RN                       | 796          | 24,91        |             |             |
|                          | Valérie Graby             | RN                       | RN                       | 796          | 24,91        |             |             |
|                          |                           |                          |                          |              |              |             |             |
| Suffrages exprimés       | Suffrages exprimés        | Suffrages exprimés       | Suffrages exprimés       | 3 195        | 94,84        | 3 477       | 91,89       |
| Votes blancs             | Votes blancs              | Votes blancs             | Votes blancs             | 103          | 3,06         | 192         | 5,07        |
| Votes nuls               | Votes nuls                | Votes nuls               | Votes nuls               | 71           | 2,11         | 115         | 3,04        |
| Total                    | Total                     | Total                    | Total                    | 3 369        | 100          | 3 784       | 100         |
| Abstention               | Abstention                | Abstention               | Abstention               | 7 758        | 69,72        | 7 336       | 65,97       |
| Inscrits / participation | Inscrits / participation  | Inscrits / participation | Inscrits / participation | 11 127       | 30,28        | 11 120      | 34,03       |

### Canton de Hauts de Bienne
| Candidats                | Candidats                 | Partis                   | Nuance                   | Premier tour | Premier tour | Second tour | Second tour |
| Candidats                | Candidats                 | Partis                   | Nuance                   | Voix         | %            | Voix        | %           |
| ------------------------ | ------------------------- | ------------------------ | ------------------------ | ------------ | ------------ | ----------- | ----------- |
|                          | Sébastien Benoit-Guyot    | DVD                      | UD                       | 1 526        | 72,02        | 1 809       | 70,53       |
|                          | Maryvonne Cretin-Maitenaz | DVD                      | UD                       | 1 526        | 72,02        | 1 809       | 70,53       |
|                          | Dilek Dagdeviren          | DVG                      | UG                       | 593          | 27,98        | 756         | 29,47       |
|                          | Sébastien Mignottet       | PCF                      | UG                       | 593          | 27,98        | 756         | 29,47       |
|                          |                           |                          |                          |              |              |             |             |
| Suffrages exprimés       | Suffrages exprimés        | Suffrages exprimés       | Suffrages exprimés       | 2 119        | 90,36        | 2 565       | 92,07       |
| Votes blancs             | Votes blancs              | Votes blancs             | Votes blancs             | 155          | 6,61         | 142         | 5,10        |
| Votes nuls               | Votes nuls                | Votes nuls               | Votes nuls               | 71           | 3,03         | 79          | 2,84        |
| Total                    | Total                     | Total                    | Total                    | 2 345        | 100          | 2 786       | 100         |
| Abstention               | Abstention                | Abstention               | Abstention               | 8 035        | 77,41        | 7 594       | 73,16       |
| Inscrits / participation | Inscrits / participation  | Inscrits / participation | Inscrits / participation | 10 380       | 22,59        | 10 380      | 26,84       |

### Canton de Lons-le-Saunier-1
| Candidats                | Candidats                | Partis                   | Nuance                   | Premier tour | Premier tour | Second tour | Second tour |
| Candidats                | Candidats                | Partis                   | Nuance                   | Voix         | %            | Voix        | %           |
| ------------------------ | ------------------------ | ------------------------ | ------------------------ | ------------ | ------------ | ----------- | ----------- |
|                          | Thomas Barthelet         | PS                       | DVG                      | 1 476        | 44,42        | 1 868       | 52,19       |
|                          | Christelle Plathey       | DVG                      | DVG                      | 1 476        | 44,42        | 1 868       | 52,19       |
|                          | Christophe Bois          | Agir                     | DVD                      | 1 236        | 37,20        | 1 711       | 47,81       |
|                          | Céline Trossat           | DVD                      | DVD                      | 1 236        | 37,20        | 1 711       | 47,81       |
|                          | Justine Bréant           | LR                       | DVD                      | 611          | 18,39        |             |             |
|                          | Richard Fichet           | LR                       | DVD                      | 611          | 18,39        |             |             |
|                          |                          |                          |                          |              |              |             |             |
| Suffrages exprimés       | Suffrages exprimés       | Suffrages exprimés       | Suffrages exprimés       | 3 323        | 92,70        | 3 579       | 92,43       |
| Votes blancs             | Votes blancs             | Votes blancs             | Votes blancs             | 183          | 5,10         | 199         | 5,14        |
| Votes nuls               | Votes nuls               | Votes nuls               | Votes nuls               | 79           | 2,20         | 94          | 2,43        |
| Total                    | Total                    | Total                    | Total                    | 3 585        | 100          | 3 872       | 100         |
| Abstention               | Abstention               | Abstention               | Abstention               | 6 392        | 64,07        | 6 111       | 61,21       |
| Inscrits / participation | Inscrits / participation | Inscrits / participation | Inscrits / participation | 9 977        | 35,93        | 9 983       | 38,79       |

### Canton de Lons-le-Saunier-2
| Candidats                | Candidats                | Partis                   | Nuance                   | Premier tour | Premier tour | Second tour | Second tour |
| Candidats                | Candidats                | Partis                   | Nuance                   | Voix         | %            | Voix        | %           |
| ------------------------ | ------------------------ | ------------------------ | ------------------------ | ------------ | ------------ | ----------- | ----------- |
|                          | Cyrille Bréro            | DVD                      | UD                       | 1 282        | 37,57        | 1 931       | 57,40       |
|                          | Yoanna Wancauwenbergue   | DVD                      | UD                       | 1 282        | 37,57        | 1 931       | 57,40       |
|                          | Ivan Bourgeois           | DVG                      | DVG                      | 775          | 22,71        | 1 433       | 42,60       |
|                          | Émilie Gougeon           | DVG                      | DVG                      | 775          | 22,71        | 1 433       | 42,60       |
|                          | Agnès Chambaret          | DVC                      | UC                       | 505          | 14,80        |             |             |
|                          | Michel Fischer           | DVC                      | UC                       | 505          | 14,80        |             |             |
|                          | Lydie Jacob              | RN                       | RN                       | 462          | 13,54        |             |             |
|                          | Guillaume Martin         | RN                       | RN                       | 462          | 13,54        |             |             |
|                          | Alexis David             | LFI                      | FI                       | 221          | 6,48         |             |             |
|                          | Katy Matsak-Heinrich     | LFI                      | FI                       | 221          | 6,48         |             |             |
|                          | Nathalie Grandjean       | DIV                      | DIV                      | 167          | 4,89         |             |             |
|                          | Gérald Grosfilley        | DIV                      | DIV                      | 167          | 4,89         |             |             |
|                          |                          |                          |                          |              |              |             |             |
| Suffrages exprimés       | Suffrages exprimés       | Suffrages exprimés       | Suffrages exprimés       | 3 412        | 96,63        | 3 364       | 92,83       |
| Votes blancs             | Votes blancs             | Votes blancs             | Votes blancs             | 72           | 2,04         | 168         | 4,64        |
| Votes nuls               | Votes nuls               | Votes nuls               | Votes nuls               | 47           | 1,33         | 92          | 2,54        |
| Total                    | Total                    | Total                    | Total                    | 3 531        | 100          | 3 624       | 100         |
| Abstention               | Abstention               | Abstention               | Abstention               | 6 218        | 63,78        | 6 125       | 62,83       |
| Inscrits / participation | Inscrits / participation | Inscrits / participation | Inscrits / participation | 9 749        | 36,22        | 9 749       | 37,17       |

### Canton de Moirans-en-Montagne
| Candidats                | Candidats                  | Partis                   | Nuance                   | Premier tour | Premier tour | Second tour | Second tour |
| Candidats                | Candidats                  | Partis                   | Nuance                   | Voix         | %            | Voix        | %           |
| ------------------------ | -------------------------- | ------------------------ | ------------------------ | ------------ | ------------ | ----------- | ----------- |
|                          | Marie-Christine Dalloz     | LR                       | UD                       | 2 035        | 53,69        | 2 590       | 68,85       |
|                          | Philippe Prost             | DVD                      | UD                       | 2 035        | 53,69        | 2 590       | 68,85       |
|                          | Josette Bourgeois-Gandelin | DVG                      | UG                       | 951          | 25,09        | 1 172       | 31,15       |
|                          | Georges Panisset           | DVG                      | UG                       | 951          | 25,09        | 1 172       | 31,15       |
|                          | Adlyne Guede               | RN                       | RN                       | 804          | 21,21        |             |             |
|                          | Éric Silvestre             | RN                       | RN                       | 804          | 21,21        |             |             |
|                          |                            |                          |                          |              |              |             |             |
| Suffrages exprimés       | Suffrages exprimés         | Suffrages exprimés       | Suffrages exprimés       | 3 790        | 94,42        | 3 762       | 91,89       |
| Votes blancs             | Votes blancs               | Votes blancs             | Votes blancs             | 164          | 4,09         | 240         | 5,86        |
| Votes nuls               | Votes nuls                 | Votes nuls               | Votes nuls               | 60           | 1,49         | 92          | 2,25        |
| Total                    | Total                      | Total                    | Total                    | 4 014        | 100          | 4 094       | 100         |
| Abstention               | Abstention                 | Abstention               | Abstention               | 6 615        | 62,24        | 6 518       | 61,42       |
| Inscrits / participation | Inscrits / participation   | Inscrits / participation | Inscrits / participation | 10 629       | 37,76        | 10 612      | 38,58       |

### Canton de Mont-sous-Vaudrey
| Candidats                | Candidats                | Partis                   | Nuance                   | Premier tour | Premier tour | Second tour | Second tour |
| Candidats                | Candidats                | Partis                   | Nuance                   | Voix         | %            | Voix        | %           |
| ------------------------ | ------------------------ | ------------------------ | ------------------------ | ------------ | ------------ | ----------- | ----------- |
|                          | Gérôme Fassenet          | LR                       | LR                       | 1 900        | 43,08        | 2 524       | 57,93       |
|                          | Sandra Hählen            | LR                       | LR                       | 1 900        | 43,08        | 2 524       | 57,93       |
|                          | Luc Baton                | DVC                      | DVC                      | 1 468        | 33,29        | 1 833       | 42,07       |
|                          | Cécile Denel             | DVC                      | DVC                      | 1 468        | 33,29        | 1 833       | 42,07       |
|                          | Thomas Bouhali           | RN                       | RN                       | 1 042        | 23,63        |             |             |
|                          | Angélique Courtoisier    | RN                       | RN                       | 1 042        | 23,63        |             |             |
|                          |                          |                          |                          |              |              |             |             |
| Suffrages exprimés       | Suffrages exprimés       | Suffrages exprimés       | Suffrages exprimés       | 4 410        | 93,29        | 4 357       | 89,10       |
| Votes blancs             | Votes blancs             | Votes blancs             | Votes blancs             | 229          | 4,84         | 355         | 7,26        |
| Votes nuls               | Votes nuls               | Votes nuls               | Votes nuls               | 88           | 1,86         | 178         | 3,64        |
| Total                    | Total                    | Total                    | Total                    | 4 727        | 100          | 4 890       | 100         |
| Abstention               | Abstention               | Abstention               | Abstention               | 7 167        | 60,26        | 7 004       | 58,89       |
| Inscrits / participation | Inscrits / participation | Inscrits / participation | Inscrits / participation | 11 894       | 39,74        | 11 894      | 41,11       |

### Canton de Poligny
| Candidats                | Candidats                | Partis                   | Nuance                   | Premier tour | Premier tour | Second tour | Second tour |
| Candidats                | Candidats                | Partis                   | Nuance                   | Voix         | %            | Voix        | %           |
| ------------------------ | ------------------------ | ------------------------ | ------------------------ | ------------ | ------------ | ----------- | ----------- |
|                          | Dominique Chalumeaux     | LR                       | UD                       | 3 027        | 62,41        | 3 070       | 60,84       |
|                          | Christelle Morbois       | LR                       | UD                       | 3 027        | 62,41        | 3 070       | 60,84       |
|                          | Theodora Barreau         | LFI                      | DVG                      | 1 823        | 37,59        | 1 976       | 39,16       |
|                          | Simon Philippe           | LFI                      | DVG                      | 1 823        | 37,59        | 1 976       | 39,16       |
|                          |                          |                          |                          |              |              |             |             |
| Suffrages exprimés       | Suffrages exprimés       | Suffrages exprimés       | Suffrages exprimés       | 4 850        | 89,88        | 5 046       | 91,50       |
| Votes blancs             | Votes blancs             | Votes blancs             | Votes blancs             | 374          | 6,93         | 301         | 5,46        |
| Votes nuls               | Votes nuls               | Votes nuls               | Votes nuls               | 172          | 3,19         | 168         | 3,05        |
| Total                    | Total                    | Total                    | Total                    | 5 396        | 100          | 5 515       | 100         |
| Abstention               | Abstention               | Abstention               | Abstention               | 8 134        | 60,12        | 8 025       | 59,27       |
| Inscrits / participation | Inscrits / participation | Inscrits / participation | Inscrits / participation | 13 530       | 39,88        | 13 540      | 40,73       |

### Canton de Saint-Amour
| Candidats                | Candidats                 | Partis                   | Nuance                   | Premier tour | Premier tour | Second tour | Second tour |
| Candidats                | Candidats                 | Partis                   | Nuance                   | Voix         | %            | Voix        | %           |
| ------------------------ | ------------------------- | ------------------------ | ------------------------ | ------------ | ------------ | ----------- | ----------- |
|                          | Christian Buchot          | LR                       | DVD                      | 1 915        | 61,03        | 2 166       | 63,04       |
|                          | Marie-Laure Perrin        | DVD                      | DVD                      | 1 915        | 61,03        | 2 166       | 63,04       |
|                          | Sylvie-Elisabeth Brignone | PS                       | DVG                      | 1 223        | 38,97        | 1 270       | 36,96       |
|                          | Philippe Chavanne         | DVG                      | DVG                      | 1 223        | 38,97        | 1 270       | 36,96       |
|                          |                           |                          |                          |              |              |             |             |
| Suffrages exprimés       | Suffrages exprimés        | Suffrages exprimés       | Suffrages exprimés       | 3 138        | 89,05        | 3 436       | 91,41       |
| Votes blancs             | Votes blancs              | Votes blancs             | Votes blancs             | 259          | 7,35         | 224         | 5,96        |
| Votes nuls               | Votes nuls                | Votes nuls               | Votes nuls               | 127          | 3,60         | 99          | 2,63        |
| Total                    | Total                     | Total                    | Total                    | 3 524        | 100          | 3 759       | 100         |
| Abstention               | Abstention                | Abstention               | Abstention               | 6 817        | 65,92        | 6 586       | 63,66       |
| Inscrits / participation | Inscrits / participation  | Inscrits / participation | Inscrits / participation | 10 341       | 34,08        | 10 345      | 36,34       |

### Canton de Saint-Claude
| Candidats                | Candidats                 | Partis                   | Nuance                   | Premier tour | Premier tour | Second tour | Second tour |
| Candidats                | Candidats                 | Partis                   | Nuance                   | Voix         | %            | Voix        | %           |
| ------------------------ | ------------------------- | ------------------------ | ------------------------ | ------------ | ------------ | ----------- | ----------- |
|                          | Catherine Chambard        | DVD                      | DVD                      | 932          | 45,02        | 1 199       | 55,59       |
|                          | Jean-Louis Millet         | DVD                      | DVD                      | 932          | 45,02        | 1 199       | 55,59       |
|                          | Olivier Brocard           | PS                       | DVG                      | 718          | 34,69        | 958         | 44,41       |
|                          | Marilyne Waeckel          | DVG                      | DVG                      | 718          | 34,69        | 958         | 44,41       |
|                          | Anne-Laure Belioz-Barbier | DVD                      | DVD                      | 420          | 20,29        |             |             |
|                          | Gérard Duchêne            | DVD                      | DVD                      | 420          | 20,29        |             |             |
|                          |                           |                          |                          |              |              |             |             |
| Suffrages exprimés       | Suffrages exprimés        | Suffrages exprimés       | Suffrages exprimés       | 2 070        | 92,16        | 2 157       | 91,71       |
| Votes blancs             | Votes blancs              | Votes blancs             | Votes blancs             | 113          | 5,03         | 123         | 5,23        |
| Votes nuls               | Votes nuls                | Votes nuls               | Votes nuls               | 63           | 2,80         | 72          | 3,06        |
| Total                    | Total                     | Total                    | Total                    | 2 246        | 100          | 2 352       | 100         |
| Abstention               | Abstention                | Abstention               | Abstention               | 4 672        | 67,53        | 4 566       | 66,00       |
| Inscrits / participation | Inscrits / participation  | Inscrits / participation | Inscrits / participation | 6 918        | 32,47        | 6 918       | 34,00       |

### Canton de Saint-Laurent-en-Grandvaux
| Candidats                | Candidats                | Partis                   | Nuance                   | Premier tour | Premier tour | Second tour | Second tour |
| Candidats                | Candidats                | Partis                   | Nuance                   | Voix         | %            | Voix        | %           |
| ------------------------ | ------------------------ | ------------------------ | ------------------------ | ------------ | ------------ | ----------- | ----------- |
|                          | Gilbert Blondeau         | DVD                      | DVD                      | 2 430        | 61,52        | 2 485       | 60,20       |
|                          | Françoise Vespa          | DVD                      | DVD                      | 2 430        | 61,52        | 2 485       | 60,20       |
|                          | Esio Perati              | DVG                      | DVG                      | 1 520        | 38,48        | 1 643       | 39,80       |
|                          | Pascale Negri            | DVG                      | DVG                      | 1 520        | 38,48        | 1 643       | 39,80       |
|                          |                          |                          |                          |              |              |             |             |
| Suffrages exprimés       | Suffrages exprimés       | Suffrages exprimés       | Suffrages exprimés       | 3 950        | 90,20        | 4 128       | 91,94       |
| Votes blancs             | Votes blancs             | Votes blancs             | Votes blancs             | 300          | 6,85         | 267         | 5,95        |
| Votes nuls               | Votes nuls               | Votes nuls               | Votes nuls               | 129          | 2,95         | 95          | 2,12        |
| Total                    | Total                    | Total                    | Total                    | 4 379        | 100          | 4 490       | 100         |
| Abstention               | Abstention               | Abstention               | Abstention               | 7 906        | 64,35        | 7 764       | 63,36       |
| Inscrits / participation | Inscrits / participation | Inscrits / participation | Inscrits / participation | 12 285       | 35,65        | 12 254      | 36,64       |

### Canton de Tavaux
| Candidats                | Candidats                | Partis                   | Nuance                   | Premier tour | Premier tour | Second tour | Second tour |
| Candidats                | Candidats                | Partis                   | Nuance                   | Voix         | %            | Voix        | %           |
| ------------------------ | ------------------------ | ------------------------ | ------------------------ | ------------ | ------------ | ----------- | ----------- |
|                          | Jean-Michel Daubigney    | DVD                      | DVD                      | 2 190        | 50,37        | 3 027       | 68,58       |
|                          | Florence Gay             | DVD                      | DVD                      | 2 190        | 50,37        | 3 027       | 68,58       |
|                          | Pascal Hermann           | RN                       | RN                       | 1 254        | 28,84        | 1 387       | 31,42       |
|                          | Garance Houthoofd        | RN                       | RN                       | 1 254        | 28,84        | 1 387       | 31,42       |
|                          | Sophie Montenot          | EELV                     | ECO                      | 904          | 20,79        |             |             |
|                          | Guy Savoye               | EELV                     | ECO                      | 904          | 20,79        |             |             |
|                          |                          |                          |                          |              |              |             |             |
| Suffrages exprimés       | Suffrages exprimés       | Suffrages exprimés       | Suffrages exprimés       | 4 348        | 95,14        | 4 414       | 91,35       |
| Votes blancs             | Votes blancs             | Votes blancs             | Votes blancs             | 134          | 2,93         | 255         | 5,28        |
| Votes nuls               | Votes nuls               | Votes nuls               | Votes nuls               | 88           | 1,93         | 163         | 3,37        |
| Total                    | Total                    | Total                    | Total                    | 4 570        | 100          | 4 832       | 100         |
| Abstention               | Abstention               | Abstention               | Abstention               | 8 853        | 65,95        | 8 593       | 64,01       |
| Inscrits / participation | Inscrits / participation | Inscrits / participation | Inscrits / participation | 13 423       | 34,05        | 13 425      | 35,99       |